# مغزرية
المُغْزِرِيّة (من المغزرة) (الاسم العلمي: Polygalaceae) هي فصيلة نباتية تتبع رتبة الفوليات من طائفة البذريات. تضم حوالي 17 جنساً ومن 900 إلى 1000 نوع.

## قبائل
- مغزراوية (الاسم العلمي: Polygaleae)
- صيفوراوية (الاسم العلمي: Xanthophylleae)

## أجناس
- مغزرة (الاسم العلمي: Polygala)
- صيفورة (الاسم العلمي: Xanthophyllum)